# Polícia Naval
A Polícia Naval (PN) constitui a polícia militar da Marinha Portuguesa. Atualmente, organiza-se como Unidade de Polícia Naval (UPN) na dependência do Comando do Corpo de Fuzileiros.
A UPN encontra-se aquartelada na Base de Fuzileiros, situada no Perímetro Militar do Alfeite.

## Funções
Compete à Polícia Naval:
1. assegurar a autoridade sobre os militares da Marinha no espaço público;
2. cooperar com as autoridades policiais em caso de flagrante delito ou na ausência de qualquer autoridade civil competente;
3. integrar forças de fuzileiros, por forma a assegurar a função de preboste e de estafetas motorizadas;
4. contribuir para a função de proteção de força, no âmbito da Marinha.

## Organização
Atualmente, a Polícia Naval constitui a Unidade de Polícia Naval, a qual compreende:
1. Grupo de Comando e Serviços;
2. Companhia de Polícia Naval (CPN).

## História
O serviço de Polícia Naval foi criado em 1974, após o fim da Guerra do Ultramar. O desempenho daquele serviço foi atribuído a um pelotão de fuzileiros, o qual estava sobretudo vocacionado para exercer o policiamento sobre os militares da Marinha nas ruas.
A Diretiva 01/76 do Chefe do Estado-Maior da Armada de 14 de julho de 1976 atribui a execução das missões de Polícia Naval à Companhia de Fuzileiros n.º 11 do Batalhão de Fuzileiros n.º 1.
Na sequência da reorganização interna de 21 de julho de 1979, todo o batalhão é atribuído ao serviço de Polícia Naval, o qual passa a ser designado "Batalhão de Fuzileiros n.º 1 - Polícia Naval (BF1-PN)", sendo constituído pelas companhias de fuzileiros n.º 11 e n.º 12.
No âmbito da reestruturação do Corpo de Fuzileiros de 1990, a função de Polícia Naval passa a see desempenhada pela então criada Unidade de Polícia Naval. A partir de 1994, para além das anteriores competências, a UPN passa a ter a responsabilidade integrar um pelotão no Batalhão Ligeiro de Desembarque (força-tarefa do Corpo de Fuzileiros) para assegurar as funções de preboste e de estafetas motorizadas.

## Uniforme
Os militares da Polícia Naval são fuzileiros e usam os respetivos uniformes. Como distintivo de serviço, os membros da Polícia Naval usam, na manga esquerda do uniforme, uma braçadeira azul com as letras "P.N." a amarelo. Ocasionalmente, é também é usado um capacete branco com uma lista e letras "PN" em azul.